# DMAX (Espanya)
DMAX (denominat Discovery Max) és un canal de televisió obert espanyol. Va començar a emetre el 12 de gener de 2012 i és operada per Discovery Communications en una freqüència pertanyent a Veo Televisión S. A.

## Història
El dimarts 13 de setembre de 2011 a les 10.00, es va donar a conèixer simultàniament en Madrid i Londres l'acord signat entre Unidad Editorial i Discovery Communications per cobrir la programació diària de Veo Televisión, encara que Unidad Editorial va gestionar de dilluns a dijous una franja amb l'emissió d'Una mirada a El Mundo des del 12 de gener fins al 12 de juliol de 2012, dia en què DMax va passar a emetre la seva programació íntegrament. Gràcies a aquest acord, que va fer canvis profunds en la programació de Veo Televisión, el canal té continguts "prèmium". El canal ofereix programes i sèries d'entreteniment de no-ficció i és complementari a l'extens catàleg internacional de canals que posseeix Discovery Communications en la televisió de pagament.
El 20 d'octubre de 2011 es va donar a conèixer DMAX, el canal de Discovery Communications que ocuparia la freqüència de Veo Televisión des del 12 de gener de 2012. El canal inclou continguts dels 13 canals que Discovery Networks distribueix als Estats Units i dels 24 canals que distribueix a tot el món. L'oferta de continguts és diferent de la de Discovery Channel a Espanya. Un mes més tard es va revelar que Unidad Editorial havia acordat cedir la publicitat de Veo Televisión al Grup Discovery Communications a canvi que la cadena internacional dotés de continguts al senyal i abonés una regalia.
Es van emetre preestrenes dels seus programes en l'horari central del divendres utilitzant la freqüència de Veo Televisión. Aquestes preestrenes van començar el 9 de desembre de 2011 amb dos episodis d'Así se hace des de les 22:30 hores. Altres preestrenes foren American Chopper (divendres 16), El rey de las tartas (divendres 23) i El último superviviente (divendres 30).
L'1 de gener de 2012 a les 6.00, van començar les seves emissions en proves amb un bucle promocional on es descrivien els seus continguts. Dies més tard, el 12 de gener de 2012 a les 17.45, van començar les seves emissions regulars.
El 12 de juny de 2014 el canal es va incorporar al dial 93 de l'operador Canal+
El 12 de setembre de 2016, Discovery MAX va canviar la seva denominació per la de DMAX. Des d'aquest dia no sols emet documentals i programes sinó també sèries i pel·lícules.

## Programació
La programació de DMAX cobreix diversos gèneres: supervivència, cuina d'entreteniment, motor, món salvatge, docurrealitat, crim, etc., dirigint-se a un públic molt ampli. Des de 2018, emet els Jocs Olímpics, tant d'estiu com d'hivern, sent aquesta la primera vegada que s'emeten per un emissor diferent del que emetia, que era RTVE, a través dels seus canals La 1, La 2 i Teledeporte.
- Mi familia vive en Alaska
- 091: Alerta Policía
- Así se hace
- Monstruos de río
- Desafío x 2
- Drama
- LA Ink
- El rey de las tartas
- Cazadores de mitos
- Control de fronteras: Australia
- Control de fronteras: España
- Curiosidades de la Tierra
- Wild Frank
- Pham Viet Dung
- Phan Viet Dung
- Huinfig

## Audiències
|      | gener   | febrer | març  | abril | maig  | juny   | juliol | agost | setembre | octubre | novembre | desembre | Mitjana anual |
| ---- | ------- | ------ | ----- | ----- | ----- | ------ | ------ | ----- | -------- | ------- | -------- | -------- | ------------- |
| 2012 | 0,6 %** | 1,2 %  | 1,2 % | 1,2 % | 1,2 % | 1,2 %  | 1,4 %  | 1,5 % | 1,3 %    | 1,3 %   | 1,3 %    | 1,5 %    | 1,3 %         |
| 2013 | 1,6 %   | 1,5 %  | 1,5 % | 1,7 % | 1,6 % | 1,7 %  | 1,7 %  | 1,7 % | 1,6 %    | 1,6 %   | 1,7 %    | 1,7 %    | 2,0 %         |
| 2014 | 2,7 %   | 1,9 %  | 1,9 % | 2,8 % | 2,1 % | 2,4 %  | 2,4 %  | 2,8 % | 2,3 %    | 2,2 %   | 2,2 %    | 2,2 %    | 2,1 %         |
| 2015 | 3,1 %   | 2,0 %  | 2,1 % | 2,2 % | 2,3 % | 3,3 %* | 2,1 %  | 2,3 % | 2,1 %    | 2,2 %   | 2,1 %    | 2,0 %    | 2,3 %         |
| 2016 | 2,0 %   | 1,9 %  | 2,0 % | 1,9 % | 1,8 % | 1,8 %  | 2,0 %  | 1,9 % | 1,9 %    | 1,9 %   | 1,8 %    | 1,9 %    | 1,9 %         |
| 2017 | 1,9 %   | 1,8 %  | 1,7 % | 1,7 % | 1,7 % | 1,6 %  | 1,8 %  | 1,8 % | 1,7 %    | 1,5 %   | 1,6 %    | 1,6 %    | 1,6 %         |
| 2018 | 1,6 %   | 1,5 %  | 1,5 % | 1,6 % | 1,6 % | 1,7 %  | 1,8 %  | 1,9 % | 1,7 %    | 1,6 %   | 1,6 %    | 1,7 %    | 1,7 %         |
| 2019 | 1,6 %   | 1,6 %  | 1,7 % | 1,6 % | 1,7 % | 1,8%   | 1,7%   | 1,9%  | 1,7%     | 1,7%    | 1,7%     | 1,7%     | 1,7%          |
| 2020 | 1,6%    | 1,7%   | 1,6%  | 1,8%  | 1,7%  | 1,7%   | 1,8%   | 1,8%  | 1,7%     | 1,8%    | 1,6%     | 1,6%     | 1,7%          |
| 2021 | 1,5%    | 1,6%   | 1,6%  | 1,7%  | 1,7%  | 1,6%   | 1,8%   | 1,7%  | 1,7%     | 1,6%    | 1,6%     | 1,6%     | 1,7%          |
| 2022 | 1,7%    | 1,5%   | 1,6%  | 1,6%  | 1,6%  | 1,7%   | 1,6%   | 1,7%  | 1,6%     | 1,5%    | 1,5%     | 1,5%     | 1,5%          |
| 2023 | 1,6%    | 1,6%   | 1,6%  | 1,6%  | 1,5%  | 1,6%   | 1,7%   | 1,8%  | 1,6%     | 1,7%    | 1,6%     | 1,6%     | 1,6%          |
| 2024 | 1,6%    | 1,6%   | 1,7%  | 1,7%  | 1,8%  | 1,6%   | 1,7%   | 1,7%  | 1,7%     | 1,7%    | 1,6%     | 1,7%     | 1,7%          |
| 2025 | 1,7%    | 1,7%   | 1,5%  | 1,5%  | 1,6%  | 1,8%   | 1,6%   |       |          |         |          |          |               |

* Màxim històric. | ** Mínim històric.
- El 8 de juny de 2015, DMAX aconsegueix el seu màxim històric sent la cadena TDT més vista del dia amb un màxim de 21,8 % amb la victòria de Rafa Nadal al Torneig de Roland Garros i una mitjana diària del 6,8 %.